# Hantay
 Hantay  es una población y comuna francesa, en la región de Norte-Paso de Calais, departamento de Norte, en el distrito de Lille y cantón de La Bassée.

## Demografía
| 432 | 447 | 390 | 519 | 721 | 885 |
| Para los censos de 1962 a 1999 la población legal corresponde a la población sin duplicidades (Fuente: INSEE [Consultar]) |     |     |     |     |     |

En 2009 tenía 1.044 habitantes.